# Gran Premio motociclistico d'Olanda 1958
Il Gran Premio motociclistico d'Olanda fu il secondo appuntamento del motomondiale 1958.
Si svolse sabato 28 giugno 1958 sul circuito di Assen, ed erano in programma tutte le classi in singolo oltre che i sidecar.
La 500 fu vinta da John Surtees al terzo successo consecutivo nei Paesi Bassi, lo stesso centauro ottenne la vittoria anche in 350, mentre la 250 fu vinta da Tarquinio Provini (anche lui doppiando il successo dell'anno precedente) e la 125 da Carlo Ubbiali; come già in occasione del primo GP della stagione tutti i vincitori delle classi in singolo erano equipaggiati da moto MV Agusta.
Tra le motocarrozzette si impose l'equipaggio composto da Florian Camathias e Hilmar Cecco su BMW per i quali fu il primo successo nel motomondiale.

## Classe 500
Furono 29 i piloti alla partenza e ne vennero classificati 12 al termine della prova. Tra i ritirati Keith Campbell, Jim Redman, Geoff Duke, Bob Anderson e Paddy Driver.

### Arrivati al traguardo
| Pos. | Pilota          | Moto      | Tempo        | Punti |
| ---- | --------------- | --------- | ------------ | ----- |
| 1    | John Surtees    | MV Agusta | 1h 32' 29" 1 | 8     |
| 2    | John Hartle     | MV Agusta | +1' 46" 0    | 6     |
| 3    | Derek Minter    | Norton    | +2' 02" 6    | 4     |
| 4    | Ernst Hiller    | BMW       | +2' 29" 4    | 3     |
| 5    | Dickie Dale     | BMW       | +1 giro      | 2     |
| 6    | Gary Hocking    | Norton    | +1 giro      | 1     |
| 7    | Noel McCutcheon | Norton    | +1 giro      |       |
| 8    | John Hempleman  | Norton    | +1 giro      |       |
| 9    | Tom Phillis     | Norton    | +1 giro      |       |
| 10   | Bob Brown       | Norton    | +1 giro      |       |
| 11   | Jack Ahearn     | Matchless | +2 giri      |       |
| 12   | Jack Brett      | Norton    | +2 giri      |       |

## Classe 350

### Arrivati al traguardo (posizioni a punti)
| Pos. | Pilota         | Moto      | Tempo        | Punti |
| ---- | -------------- | --------- | ------------ | ----- |
| 1    | John Surtees   | MV Agusta | 1h 10' 32" 2 | 8     |
| 2    | John Hartle    | MV Agusta | +1' 18" 5    | 6     |
| 3    | Keith Campbell | Norton    | +1' 31" 9    | 4     |
| 4    | Derek Minter   | Norton    |              | 3     |
| 5    | Mike Hailwood  | Norton    |              | 2     |
| 6    | Luigi Taveri   | Norton    |              | 1     |

## Classe 250

### Arrivati al traguardo (prime 8 posizioni)
| Pos. | Pilota            | Moto       | Tempo        | Punti |
| ---- | ----------------- | ---------- | ------------ | ----- |
| 1    | Tarquinio Provini | MV Agusta  | 1h 02' 41" 0 | 8     |
| 2    | Carlo Ubbiali     | MV Agusta  | +0" 5        | 6     |
| 3    | Dieter Falk       | Adler      | +1' 20" 2    | 4     |
| 4    | Mike Hailwood     | NSU        | +2' 06" 6    | 3     |
| 5    | Arthur Wheeler    | FB Mondial | +2' 40" 7    | 2     |
| 6    | Horst Kassner     | NSU        |              | 1     |
| 7    | Sammy Miller      | ČZ         |              |       |
| 8    | Horst Fügner      | MZ         |              |       |

## Classe 125
20 piloti alla partenza.

### Arrivati al traguardo
| Pos. | Nº | Pilota               | Costruttore | Giri | Tempo     | Griglia | Punti |
| ---- | -- | -------------------- | ----------- | ---- | --------- | ------- | ----- |
| 1º   | 1  | Carlo Ubbiali        | MV Agusta   | 14   | 51' 52" 2 | 3º      | 8     |
| 2º   | 8  | Luigi Taveri         | Ducati      | 14   | +0" 2     |         | 6     |
| 3º   | 2  | Tarquinio Provini    | MV Agusta   | 14   | +2" 5     | 1º      | 4     |
| 4º   |    | Alberto Gandossi     | Ducati      | 14   | +1' 19" 2 |         | 3     |
| 5º   |    | Dave Chadwick        | Ducati      | 14   | +2' 00" 4 |         | 2     |
| 6º   |    | Ernst Degner         | MZ          | 14   | +2'52"900 | 7º      | 1     |
| 7º   |    | Sammy Miller         | Ducati      |      |           |         |       |
| 8º   |    | Horst Fügner         | MZ          | 13   | +1 giro   |         |       |
| 9º   |    | Romolo Ferri         | Ducati      |      |           | 2º      |       |
| 10º  |    | Mike Hailwood        | Ducati      |      |           |         |       |
| 11º  |    | Willy R. Scheidhauer | Ducati      |      |           |         |       |
| 12º  |    | Fron Purslow         | Ducati      | 12   | +2 giri   |         |       |
| 13º  |    | Bill Webster         | MV Agusta   |      |           |         |       |
| 14º  |    | Jim Baughn           | EMC         |      |           |         |       |
| 15º  | 19 | Jack Lesage          | Ducati      |      |           |         |       |
| 16º  |    | Dakin                | MV Agusta   |      |           |         |       |
| 17º  |    | G. A. Du Pont        | MV Agusta   |      |           |         |       |

## Classe sidecar

### Arrivati al traguardo (posizioni a punti)
| Pos. | Pilota            | Passeggero   | Moto   | Tempo | Punti |
| ---- | ----------------- | ------------ | ------ | ----- | ----- |
| 1    | Florian Camathias | Hilmar Cecco | BMW    |       | 8     |
| 2    | Walter Schneider  | Hans Strauß  | BMW    |       | 6     |
| 3    | Helmut Fath       | Fritz Rudolf | BMW    |       | 4     |
| 4    | Cyril Smith       | Eric Bliss   | Norton |       | 3     |
| 5    | Bill Boddice      | Bill Canning | Norton |       | 2     |
| 6    | Loni Neußner      | Dieter Heß   | BMW    |       | 1     |